# Règlement en droit français
Pour les articles homonymes, voir règlement.
En droit français, un règlement est le terme générique qui désigne un acte administratif. Au même titre que la loi, il est impersonnel et général. Cependant, il émane du pouvoir exécutif (tandis que la loi est votée par le pouvoir législatif).
Il peut s’agir : des ordonnances avant ratification, des décrets en Conseil d'État ou du Premier ministre, des circulaires impératives, des arrêtés ministériels et municipaux ou des délibérations des assemblées délibérantes des collectivités territoriales.

## Création
La Constitution de 1958 distingue pour la première fois le domaine de la loi et le domaine du règlement. Si l'article 34 liste de manière limitative les domaines sur lesquels la loi peut porter, l'article 37 indique que tout ce qui n'est pas du domaine de la loi est du domaine du règlement. La Constitution replace le Président de la République au centre des institutions en lui conférant à nouveau le pouvoir réglementaire dont il avait été privé sous la Quatrième République.
Les évolutions politiques, liées notamment aux décentralisations successives, ont conduit à un éclatement du pouvoir réglementaire entre plusieurs autorités.

## Créateurs de règlements

### Le Président de la République
En vertu de l'article 13, le Président de la République « signe les ordonnances et les décrets délibérés en Conseil des ministres ». Le Président n'a donc qu'une compétence d'attribution : il n'est compétent que dans le cas où le texte de loi passe en Conseil des ministres. La compétence de principe, en ce qui concerne le pouvoir réglementaire, appartient donc au Premier ministre.

### Le Premier ministre et le gouvernement
En vertu de l'article 21, le Premier ministre exerce le pouvoir réglementaire, « sous réserve des dispositions de l'article 13 ».
La Constitution est muette sur le pouvoir réglementaire des ministres. L'absence du pouvoir réglementaire des ministres a été confirmé par la jurisprudence (CE 23 mai 1969, Société Distillerie Brabant et cie).
Il existe cependant diverses exceptions. La jurisprudence Jamart (1936) a fondé le droit des ministres à utiliser le pouvoir réglementaire pour organiser leur administration. Aussi, un texte législatif peut donner à un ministre, dans un domaine déterminé, le pouvoir de prendre des règlements.

### Les collectivités territoriales
La révision constitutionnelle de mars 2003 a consacré la liberté des collectivités territoriales à édicter des règlements.
Toutefois, la décision du 17 janvier 2002 du Conseil constitutionnel, Loi relative à la Corse, a précisé que le pouvoir réglementaire des collectivités « ne peut s'exercer en dehors du cadre des compétences qui lui sont dévolues par la loi ; qu'elles n'ont ni pour objet ni pour effet de mettre en cause le pouvoir réglementaire d'exécution des lois que l'article 21 de la Constitution attribue au Premier ministre ».

### Les autorités administratives indépendantes
Certaines Autorités administratives indépendantes ont un pouvoir réglementaire. La décision du CC du 18 septembre 1986 a défini les conditions d'exercice du pouvoir réglementaire des AAI en précisant que les dispositions de l'article 21 ne font « pas obstacle à ce que le législateur confie à une autorité autre que le Premier ministre le soin de fixer […] des normes permettant de mettre en œuvre une loi ».
Leur pouvoir réglementaire est toutefois doublement limité. D'abord, parce que le pouvoir réglementaire du Premier ministre et du Président n'est pas subordonné aux règlements des AAI ; ensuite, parce que les AAI ont une compétence « de portée limitée tant par leur champ d'application que par leur contenu ».

## Typologie

### Les règlements d'exécution des lois
L'exécutif assure l'exécution des lois. Ces règlements d'application peuvent être pris soit lorsque la loi demande explicitement au Gouvernement un décret (il s'agit alors généralement d'un décret en Conseil d'État), soit sans que cette demande soit faite, afin de préciser une disposition législative.
Dans la première hypothèse, le pouvoir réglementaire reçoit donc une délégation de compétence du législateur pour intervenir sur un domaine sur lequel le législateur ne s'estime pas compétent. En effet, le Gouvernement est parfois le mieux placé pour prendre des dispositions réglementaires de cet ordre-là.
Dans la deuxième hypothèse, le pouvoir réglementaire décide de rédiger un décret afin de compléter et de préciser une disposition législative. Il reste toutefois tenu de respecter la loi, tant dans la lettre que dans l'esprit, sinon le règlement pourra être annulé par le moyen d'un recours pour excès de pouvoir.
Toutefois, ces actes réglementaires d'exécution des lois, lorsqu'ils sont contraires à la constitution, ne relèveront pas de la compétence du juge administratif.

### Les règlements autonomes
Les règlements autonomes sont pris sur le fondement de l'article 37 de la Constitution de 1958, qui attribue une compétence générale au règlement, la loi jouissant d'une compétence d'attribution sur une quantité de matières limitativement énumérées. Sur ce fondement, il est donc possible pour le Gouvernement et le Président de réglementer sans qu'il y ait de loi. Au demeurant, celui-ci doit respecter la Constitution, en l'absence de « loi-écran » entre le règlement et la Constitution, ainsi que les principes généraux du Droit.